# Munkácsi LSE
Munkácsi LSE – węgierski klub piłkarski z siedzibą w Mukaczewo działający w latach 1910–1945.

## Historia

### Chronologia nazw
- 1910: Munkácsi Sport Egyesület
- 1943: Munkácsi Levente Sport Egyesület

Klub został założony w 1910 jako Munkácsi Sport Egyesület (Mukaczewskie Stowarzyszenie Sportowe).
Po zakończeniu I wojny światowej Zakarpacie zostało przydzielone do Czechosłowacji i zgodnie z instrukcjami Związku Piłki Nożnej Czechosłowacji w 1920 roku zostały utworzone dwie żupy – „słowiańska” (drużyny piłkarskie narodowości czeskiej i słowackiej) oraz „podkarpacka” (Karpataijai Lobdoruho kerület) (węgierskie drużyny). Rozgrywki w każdej z zup odbywały się niezależnie.
W 1934 roku został zreorganizowany system rozgrywek w całym kraju, połączone w jedyne mistrzostwa Czechosłowacji. Najlepsze kluby piłkarskie zostały podzielone na 5 dywizji: średnioczeska, prowincji czeskiej, morawsko-śląska, słowacko-podkarpacka oraz związku niemieckiego. Jak widać, system rozgrywek piłkarskich w Czechosłowacji prowadzony był z podziałem na narodowość. Dywizja słowacka została podzielona na dwie grupy – zachodnia (drużyny zachodniej i środkowej Słowacji) i Wschodniej (wschodnia Słowacja i Zakarpacie). Na podstawie dotychczasowych wyników sportowych do dywizji wschodniej słowacko-podkarpackiej zostały przydzielone dwa silniejsze słowiańskie kluby (Ruś Użhorod i ČsŠK Użhorod) i dwa węgierskie kluby, które zajęli dwa pierwsze miejsca w swoich mistrzostwach (Munkácsi SE i Beregszászi FTC). Później do nich dołączył i Ungvári AC.
W 1938 roku Munkácsi SE dotarł do finału mistrzostw Słowacji, zdobywając tytuł najlepszej drużyny węgierskiej na Zakarpaciu i Słowacji, ale następne wydarzenia historyczne przeszkodziły w wyłonieniu tytułu mistrza.
Po upadku Czechosłowacji w marcu 1939 roku Podkarpacie okazało się pod panowaniem Węgier. Najlepsze podkarpackie kluby (Ruś Użhorod, Ungvári AC, MSE Mukaczewo i Beregszászi FTC) w sezonie 1939/40 startowały w drugiej lidze (Nemzeti Bajnokság B, Felvidéki csoport). Jedynie Ruś Użhorod utrzymała się w lidze, a reszta zespołów spadła do trzeciej ligi. W sezonie 1940/41 MSE startował w III lidze – Északi csoport, Kárpát alcsoport i zajął końcowe 2 miejsce. W sezonie 1941/42 był czwartym (Felvidéki csoport), w 1942/43 wygrał Felsőtiszai csoport III ligi. W sezonie 1943/44 klub po raz drugi występował w II lidze, Északi csoport i zajął 14 miejsce. W sezonie 1944/45 po 3 meczach z 3 pkt był na czele tabeli Kárpátaljai körzet, ale mistrzostwa zostały przerwane z powodu działań wojennych.
Po przyjściu wojsk radzieckich w 1945 klub został rozformowany.

## Osiągnięcia
- finalista Mistrzostw Słowacji: 1938
- 14 miejsce w Nemzeti Bajnokság B, Felvidéki csoport: 1939/1940
- 3-krotny mistrz Zakarpacia w okresie 1921–1938 (żupa zakarpacka)